# الحيسر الاسفل (دوعن)
'

تعديل مصدري - تعديل

الحيسر الاسفل هي إحدى قرى عزلة صيف بمديرية دوعن التابعة لمحافظة حضرموت، بلغ تعداد سكانها 97 نسمة حسب تعداد اليمن لعام 2004.